# BW 90 IF
BW 90 IF var en svensk fotbollsklubb från Bjärsjölagård, Sjöbo kommun, i mellersta Skåne. Föreningen bildades 1990 genom att Bjärsjölagårds IF och Wollsjö AIF gick samman. Efter flera års samarbete valde Wollsjö AIF att gå sin egen väg, och BW 90 IF är idag därför i princip synonymt med gamla Bjärsjölagårds IF.
Under 2014 figurerade laget i en utredning angående uppgjorda matcher. En av spelarna i truppen berättade anonymt för Ystads Allehanda att laget medvetet hade förlorat mot FK Karlskrona (2-5) och IFK Berga (0-2) och att spelare hade tjänat hundratusentals kronor på de uppgjorda matcherna. Laget blev polisanmält men Leif Nilsson, ordföranden, dementerade anklagelserna. Förundersökningen lades ner i brist på bevis. Något åtal väcktes aldrig och BW 90 och deras spelare friades.[källa behövs]
Säsongen 2016 spelade BW 90 i Division 2 Södra Götaland, men på näst sista plats med landets sämsta målskillnad (-70 mål) kom man 2017 att spela i div 3. På hösten i div2 uppstod iögonfallande upplösningstendenser i klubben, som i flera matcher varken kunde mönstra fullt lag och hade upprepat utvisad tränare, med resultat som 1-8, 0-9 och 0-10 till följd. Säsongens sista 6 matcher förlorades med i genomsnitt 1-6 och många utvisningar.[källa behövs]
Även 2016 stoppades vadhållningen i en match där BW 90 medverkade, på grund av misstänkt matchfixning. Det gällde vårmatchen den 5 juni, BW 90-Nybro IF (0-2), där Svenska Spel kort före avspark spärrade all betting på objektet. Man kunde inte hitta någon rimlig förklaring till ett avvikande spelmönster. Svenska Spel tillkännagav att man med största sannolikhet kommer att göra en ny polisanmälan, enligt Ystad Allehanda.[källa behövs]
Under 2017 uteslöts laget ur serien p.g.a. lämnad walk over och sattes senare under året i konkurs.